# Marita Covarrubias
Marita Covarrubias es un personaje de ficción de The X-Files, interpretado por la actriz Laurie Holden.
Es la ayudante del Secretario General de la ONU, y aparece en la trama de la serie cuando X escribe al morir, y con su propia sangre, SRSG, iniciales del puesto de Marita.
Así, Marita se convierte en la tercera informante de Mulder. Después nos damos cuenta en la serie que ella también trabaja para El Sindicato, volviendo su futuro tan incierto como el de sus predecesores.
En el episodio "Patient X" aparece como socia de Alex Krycek, donde ambos tienen la cura para el "Cáncer Negro" y planean vendérsela al Sindicato. Fue infectada con este virus, para después ser curada con la vacuna que tenía Krycek. Después de esa curación, fue llevada a un centro para ser analizada. En ese centro se encuentra nuevamente con Krycek, a quien le pidió ayuda para escapar. Apareció en el capítulo final de la temporada 7, "Requiem", a las órdenes de El Fumador fue enviada para reclutar a Alex Kricek. Posteriormente, tras la abducción del agente Fox Mulder, ella colaboró en el ataque contra El Fumador, ya que se había formado un nuevo Sindicato dirigido no por hombres, sino por los propios extraterrestres (replicantes / supersoldados). Ella abandonó y regresó a su puesto como representante Especial del Secretario General de las Naciones Unidas. Fue llamada por Walter Skinner para testificar en un juicio militar contra Fox Mulder, debido a que ella conocía a los culpables relacionados por el Sindicato, pero ante la presión Fox Mulder decidió prescindir de su testimonio, ya que su vida correría peligro.
Existe una escena adicional donde Marita Covarrubias iba a la casa de Scully para avisarle de que no sería asesinado por la pena de muerte, sino sería secuestrado de nuevo por los Supersoldados. Esa escena no pasó de la postproducción por falta de tiempo.

## Apariciones
Marita Covarrubias, aparece en los siguientes episodios:

### Cuarta temporada
- Herrenvolk
- Teliko
- Tunguska
- Unrequited
- Zero Sum

### Quinta temporada
- Patient X
- The Red and the Black

### Sexta temporada
- One Son

### Séptima temporada
- Requiem

### Novena temporada
- The Truth

- Datos: Q2338081